# قانون ولاية ميشيغان
قانون ولاية ميشيغان يتألف من عدة مستويات، منها الدستوري والتشريعي والتنظيمي وأحكام القضاء (السوابق القضائية). وتشكل قوانين ميشيغان المجمعة القانون العام التشريعي.

## مصدر القانون
يعد دستور ميشيغان المصدر الرئيسي للقانون في الولاية. حيث تُسن التشريعات من قبل هيئة ميشيغان التشريعية، وتُنشر في قوانين الهيئة التشريعية، وتُجمع في قوانين ميشيغان المجمعة. كما تُنشر اللوائح الخاصة بالوكالات الحكومية (التي تُعرف أحيانًا بالقانون الإداري) في سجل ميشيغان، وتُجمع في قانون ميشيغان الإداري. يعتمد النظام القانوني لميشيغان على القانون العام الذي تفسره السوابق القضائية عبر قرارات المحكمة العليا ومحكمة الاستئناف، والتي تُنشر في تقارير ميشيغان وتقارير استئناف ميشيغان، على التوالي.

### الدستور
دستور ميشيغان هو المصدر الرئيسي للقانون في الولاية، ومع ذلك، يخضع دستور ميشيغان لدستور الولايات المتحدة، الذي يمثل القانون الأعلى في البلاد.

### التشريع
بموجب دستور الولاية، قامت الهيئة التشريعية في ميشيغان بسن قوانين تشريعية. تُنشر هذه الأعمال التشريعية في الأعمال العامة والمحلية الرسمية للهيئة التشريعية لولاية ميشيغان، وتُعرف بـ "قوانين الجلسة". وقد جمعت هذه التشريعات وصنفت ضمن قوانين ميشيغان المجمعة. كلاهما يُنشر من قبل مكتب خدمة الهيئة التشريعية لميشيغان. بموجب المادة الرابعة، القسم 36 من دستور ميشيغان، فإن التجميعات والتصنيفات ليست ملزمة.

### التنظيمات
وفقًا لبعض القوانين، قامت الوكالات الحكومية بسن لوائح تُعرف أيضًا بالقانون الإداري. تُنشر هذه اللوائح في سجل ميشيغان وتُجمع ضمن المدونة الإدارية لميشيغان. صدرت أخر طبعة للمدونة الإدارية لميشيغان في عام 1979.

### أحكام القضاء
يستند النظام القانوني في ميشيغان إلى القانون العام مثل جميع الولايات الأمريكية باستثناء لويزيانا. كما أنّ جميع القوانين واللوائح والأوامر تخضع للمراجعة القضائية. وفقًا لتقاليد القانون العام، طورت محاكم ميشيغان مجموعة واسعة من السوابق القضائية من خلال قرارات المحكمة العليا في ميشيغان ومحكمة الاستئناف.

## القوانين المجمعة
قوانين ميشيغان المجمعة هي التدوين الرسمي للقوانين في ولاية ميشيغان. تُتاح نسخة غير مشروحة من هذه القوانين المجمعة للنشر من قِبل ولاية ميشيغان في النسخ المطبوعة وعلى الإنترنت.